# Демина (деревня)
Демина — деревня в Кудымкарском районе Пермского края. Входила в состав Степановского сельского поселения. Располагается на левом берегу реки Кува у северо-западной окраины города Кудымкара. Расстояние до районного центра составляет 4 км. По данным Всероссийской переписи населения 2010 года, в деревне проживало 107 человек (51 мужчина и 56 женщин).

## История
По данным на 1 июля 1963 года, в деревне проживало 122 человека. Населённый пункт входил в состав Сервинского сельсовета.